# Paraglenea chapaensis
Paraglenea chapaensis là một loài bọ cánh cứng trong họ Cerambycidae.